# Kankakee County
Kankakee County is een county in de Amerikaanse staat Illinois.
De county heeft een landoppervlakte van 1.753 km² en telt 103.833 inwoners (volkstelling 2000). De hoofdplaats is Kankakee.

## Bevolkingsontwikkeling

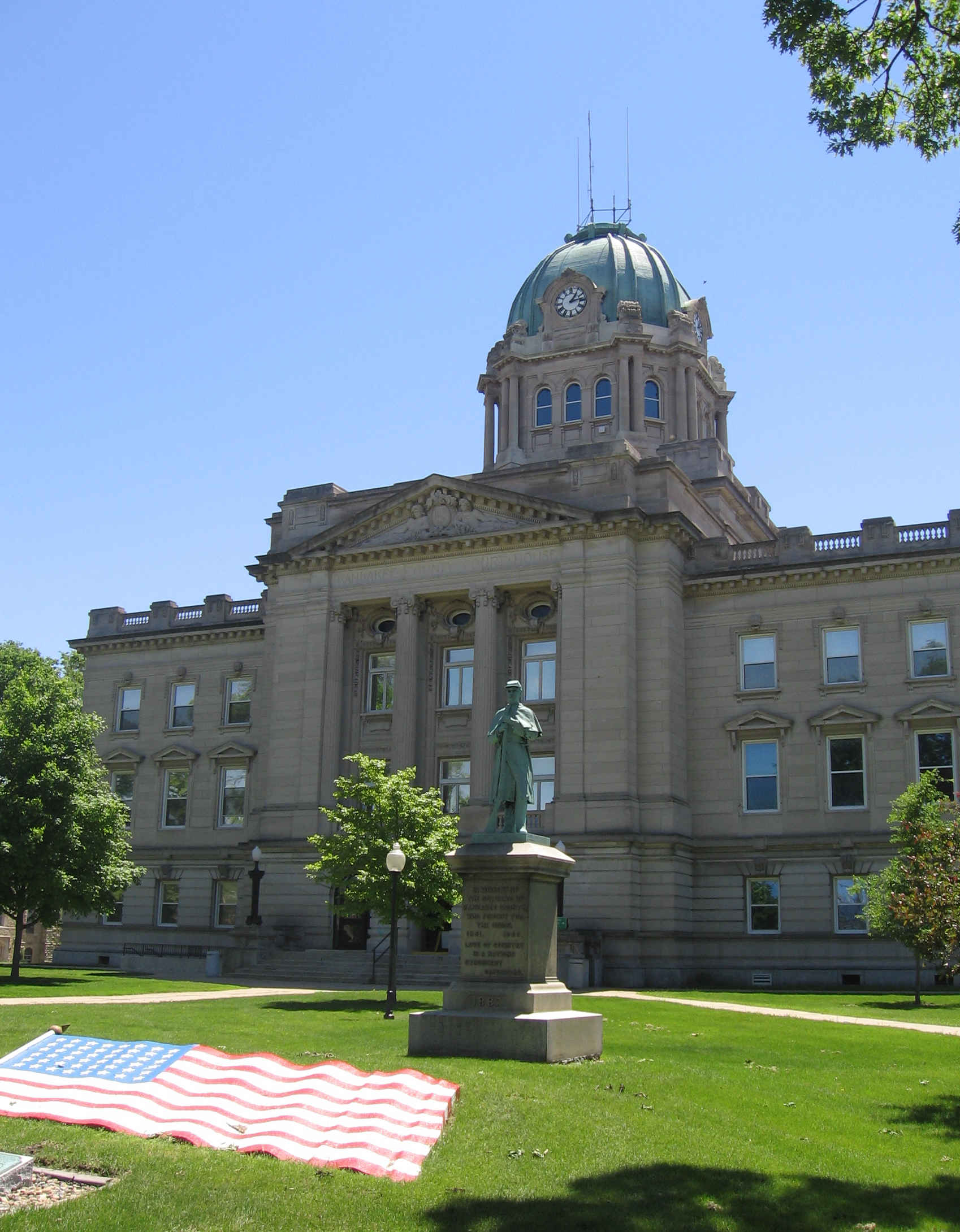
Kankakee County Courthouse